# マンガのくに (テレビ愛知)
『マンガのくに』は、1983年9月1日 - 1996年3月29日にテレビ愛知が編成していたテレビアニメ再放送枠である。

## 概要
当局が開局当日から12年半に渡って編成していたローカル枠である。同局は開局当時からテレビ東京系列に属しているが、この枠では本放送時に他系列局で放送されていたアニメも製作会社からの放映許諾を得て次々と放送していた。再放送枠としては高い人気を誇り、20%近い視聴率を確保していた。
当初の編成時間は18:30 - 18:57で、その後は19:00までミニ番組を放送するという形を取っていた。ただしこれは番組表上での表記であり、実際にはもっと早い時間に終わっていた為、その当時は放送作品のオープニングとエンディングが短縮されたりまたは割愛されたりしていた。途中、編成時間は幾度かの変遷を経たが、その後も変わらずにミニ番組が同時編成されていた為、作品のオープニングとエンディングはカットされ続けていた。後にミニ番組が無くなったことで19:00に延長され、以後はオープニングもエンディングもカットすること無くフルで放送される様になった。
テレビ東京系アニメは当枠設定直後に当局開局前に製作された作品が一部放送された他は1993年以降に少数放送された程度である。
なおこの枠が存在していた当時、テレビ愛知は木曜 18:00枠にも週に1回のアニメ再放送枠を編成していた。その為、木曜夕方には両枠併せて1時間のアニメ再放送枠が形成されていた。

## 編成時間
何れも日本標準時。全て平日の放送。
- 18:30 - 18:57（1983年9月1日 - 1984年9月28日）
  - 18:57 - 19:00は『1000万円クイズ』を放送。
- 18:32 - 18:57（1984年10月1日 - 1984年10月15日） 
  - 18:30 - 18:32は『ちびっこ展』を放送し、18:57 - 19:00は『1000万円クイズ』を放送。
- 18:30 - 18:58（1984年10月16日 - 1991年3月29日）
  - この日より『ちびっこ展』が18:58 - 19:00に入り、『1000万円クイズ』は別枠へ移動。
- 18:30 - 19:00（1991年4月1日 - 1996年3月29日）
  - 『ちびっこ展』が16:58 - 17:00へ移動し、最終日まで放送。

## 放送作品一覧
| 作品名                               | 放送期間                       | 備考  |
| ------------------------------------ | ------------------------------ | ----- |
| 少年徳川家康                         | 1983年9月1日 - 9月30日         |       |
| まんが 水戸黄門                      | 1983年10月3日 - 1983年12月5日  | [ 1 ] |
| まんが猿飛佐助                       | 1983年12月6日 - 1984年1月9日   | [ 2 ] |
| 小さなバイキングビッケ               | 1984年1月10日 - 3月21日        |       |
| ガンバの冒険                         | 1984年3月22日 - 4月26日        |       |
| 樫の木モック                         | 1984年4月27日 - 6月4日         |       |
| 赤胴鈴之助                           | 1984年6月5日 - 8月16日         |       |
| まいっちんぐマチコ先生               | 1984年8月17日 - 1985年1月8日   | [ 3 ] |
| ななこSOS                            | 1985年1月9日 - 3月4日          |       |
| キューティーハニー                   | 1985年3月5日 - 4月8日          |       |
| おちゃめ神物語コロコロポロン         | 1985年4月9日 - 5月31日         |       |
| デビルマン                           | 1985年6月3日 - 7月25日         |       |
| 一発貫太くん                         | 1985年7月26日 - 10月8日        |       |
| 未来ロボ ダルタニアス                | 1985年10月9日 - 12月12日       |       |
| さるとびエッちゃん                   | 1985年12月13日 - 1986年1月21日 |       |
| プラレス3四郎                        | 1986年1月22日 - 3月13日        |       |
| アタックNo.1                         | 1986年3月14日 - 8月6日         |       |
| ガンバの冒険                         | 1986年8月7日 - 9月11日         |       |
| まいっちんぐマチコ先生               | 1986年9月12日 - 1987年1月27日  |       |
| いなかっぺ大将                       | 1987年1月28日 - 6月23日        |       |
| おはよう!スパンク                    | 1987年6月24日 - 9月17日        |       |
| はいからさんが通る                   | 1987年9月18日 - 11月16日       |       |
| はーいステップジュン                 | 1987年11月17日 - 1988年1月20日 |       |
| ベルサイユのばら                     | 1988年1月21日 - 3月17日        |       |
| 宝島                                 | 1988年3月18日 - 4月22日        |       |
| 悟空の大冒険                         | 1988年4月25日 - 6月17日        |       |
| タイガーマスク                       | 1988年6月20日 - 11月10日       |       |
| タイガーマスク二世                   | 1988年11月11日 - 12月27日      |       |
| 科学忍者隊ガッチャマン               | 1988年12月28日 - 1989年5月26日 |       |
| 科学忍者隊ガッチャマンII             | 1989年5月29日 - 8月11日        |       |
| 科学忍者隊ガッチャマンF              | 1989年8月16日 - 10月24日       |       |
| 一球さん                             | 1989年10月25日 - 11月29日      |       |
| オズの魔法使い                       | 1989年11月30日 - 1990年2月14日 |       |
| 炎のアルペンローゼ ジュディ&ランディ | 1990年2月15日 - 3月14日        |       |
| 伊賀野カバ丸                         | 1990年3月15日 - 4月18日        |       |
| ドテラマン                           | 1990年4月19日 - 5月16日        | [ 4 ] |
| 魔女っ子メグちゃん                   | 1990年5月17日 - 9月4日         |       |
| おれは鉄兵                           | 1990年9月5日 - 10月16日        |       |
| 魔女っ子チックル                     | 1990年10月17日 - 12月18日      |       |
| おじゃまんが山田くん                 | 1990年12月19日 - 1991年5月23日 |       |
| ハクション大魔王                     | 1991年5月24日 - 8月9日         |       |
| 夢戦士ウイングマン                   | 1991年8月12日 - 10月21日       |       |
| みゆき                               | 1991年10月22日 - 12月11日      |       |
| 魔動王グランゾート                   | 1991年12月12日 - 1992年2月13日 |       |
| 魔神英雄伝ワタル                     | 1992年2月14日 - 4月20日        |       |
| 魔神英雄伝ワタル2                    | 1992年4月21日 - 6月29日        |       |
| 名門!第三野球部                      | 1992年6月30日 - 9月1日         | [ 5 ] |
| 新世紀GPXサイバーフォーミュラ        | 1992年9月2日 - 10月28日        |       |
| 宇宙船サジタリウス                   | 1992年10月29日 - 1993年2月19日 |       |
| F -エフ-                             | 1993年2月22日 - 4月5日         |       |
| キャプテン翼                         | 1993年4月6日 - 5月14日         |       |
| あした天気になあれ                   | 1993年5月17日 - 7月30日        |       |
| 闘将!!拉麵男                         | 1993年8月2日 - 9月24日         |       |
| ママは小学4年生                      | 1993年9月27日 - 12月6日        |       |
| 銀河漂流バイファム                   | 1993年12月7日 - 1994年1月28日  |       |
| 超電動ロボ 鉄人28号FX                | 1994年1月31日 - 4月5日         |       |
| キャプテン翼                         | 1994年4月11日 - 9月14日        |       |
| ミスター味っ子                       | 1994年9月15日 - 1995年2月14日  |       |
| 悪魔くん                             | 1995年2月15日 - 4月14日        |       |
| 魔動王グランゾート                   | 1995年4月17日 - 6月12日        |       |
| ダッシュ勝平                         | 1995年6月13日 - 9月11日        |       |
| 魔神英雄伝ワタル                     | 1995年9月12日 - 11月14日       |       |
| 魔神英雄伝ワタル2                    | 1995年11月15日 - 1996年1月26日 |       |
| 名探偵ホームズ                       | 1996年1月29日 - 3月4日         |       |
| 赤ずきんチャチャ                     | 1996年3月5日 - 3月29日         | [ 6 ] |